# Lucien Juy
Julien Juy (...) è un inventore e imprenditore francese, fabbricò il primo deragliatore per biciclette con parallelogramma. I deragliatori di Juy furono venduti a marchio Simplex.

## Biografia

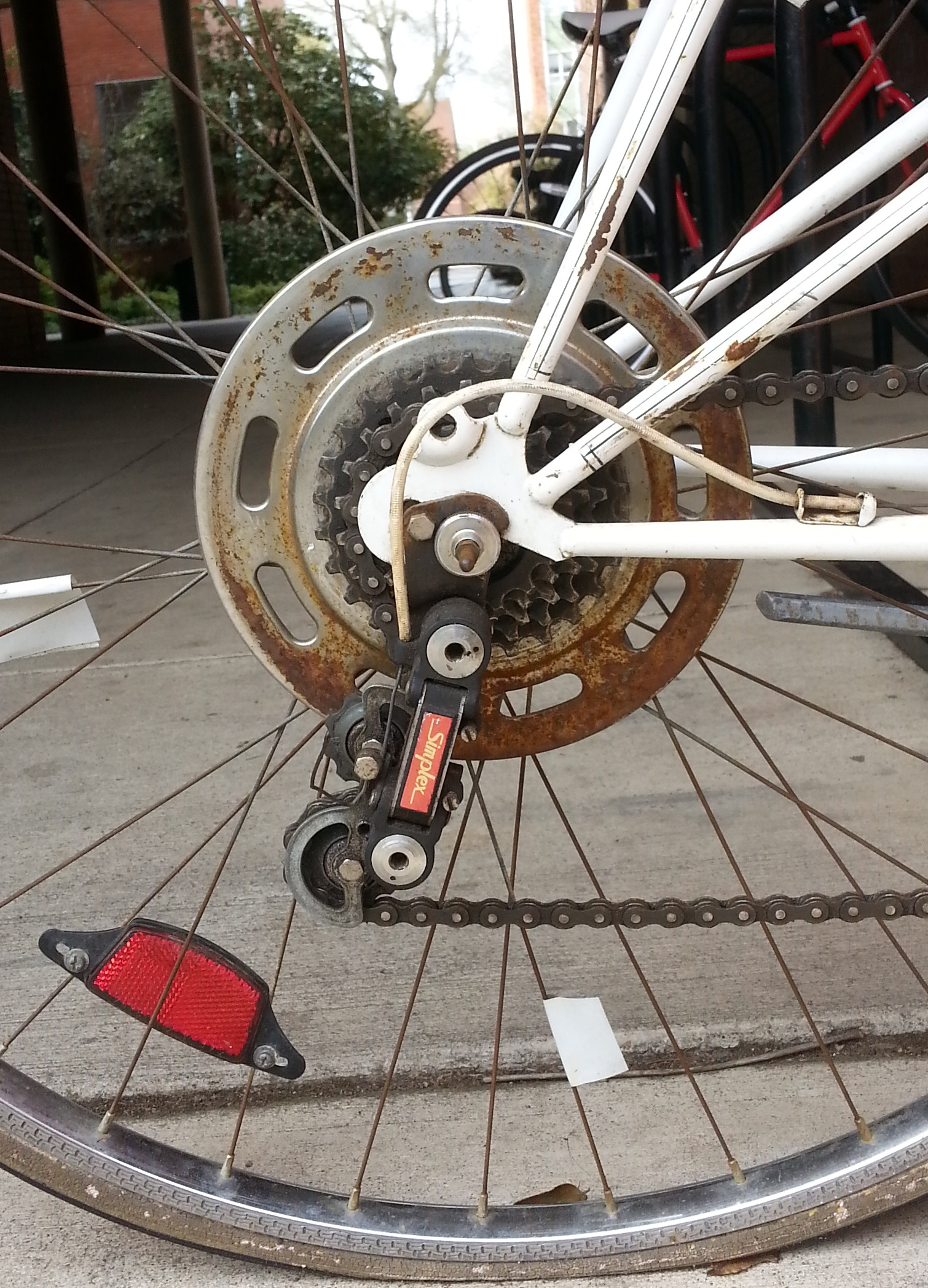
Un deragliatore per ruota posteriore Simplex installato su una bicicletta Peugeot degli anni '70.

Lucien Charles Hippolyte Juy fondò un negozio di biciclette a Digione sulla Côte d'Or, Francia. Fu qui che costruì nel 1928 il primo deragliatore tipo Simplex. Lo storico della bicicletta Hilary Stone scrive: 
Nel 1933, Juy produceva 40.000 deragliatori all'anno. Il suo deragliatore fu montato sulle biciclette vincitrici di quattro campionati francesi di ciclismo in quell'anno. Il primo a cinque velocità modello Champion du Monde nel 1936 usò una catena da 3/32" al posto di una 1/8". Antonin Magne diede il nome al deragliatore Simplex, dopo la vittoria la campionato del mondo del 1936.

Nel 1962 Juy costruì i deragliatori anteriori e posteriori non più in metallo ma in nylon. Lo storico della bicicletta Michael Sweatman scrive: 
La produzione Simplex finì negli anni '90. Una strada ricorda a Dijon Julien Juy.
Juy brevettò 26 innovazioni negli USA dal 1950 al 1980, la maggior parte per componenti di biciclette.